# Golfiño
Golfiño (1999-2004) fue una revista de cómic orientada al público infantil y juvenil en gallego. En sus páginas colaboraron la mayoría de los historietas gallegos contemporáneos, como David Rubín, Miguelanxo Prado, Xaquín Marín, Norberto Fernández, Kiko da Silva o James Fisher.

## Trayectoria
La revista vio la luz en febrero de 1999 de la mano de Edicións Xerais y adoptó un ritmo de publicación mensual a partir de enero de 2000. A la cabeza de la publicación se hallaban como máximos responsables Miguel Vázquez Freire y Fausto Isorna. Esta primera etapa de la revista duró poco más de un año y alcanzó los 14 números. La incapacidad para captar un público más numeroso que pudiera sostener económicamente el proyecto supuso el final de este primer capítulo en la historia de la revista.
La segunda etapa de la revista comenzó el 17 de marzo de 2002. La publicación pasó de venderse en quioscos y librerías a ser difundida como suplemento del periódico La Voz de Galicia, hecho que le garantizaba una buena distribución en toda la región. En su etapa final llegó a alcanzar una tirada superior a 160.000 copias, que eran distribuidas todos los domingos gratuitamente con La Voz de Galicia. Su último número fue el 89.